# Falanges de Astra
Falanges de Astra es un personaje de varios libros de caballerías españoles e italianos.

Según el libro de Feliciano de Silva Florisel de Niquea, publicado por primera vez en 1532, don Falanges de Astra fue hijo extramatrimonial de Gradamarte, rey de Taprobana. Compañero de armas y aventuras de don Florisel de Niquea, contrae matrimonio con su media hermana Alastraxerea, hija de Amadís de Grecia y de la reina Zahara del Cáucaso. Hijo suyo fue Agesilao de Colcos, uno de los protagonistas del Rogel de Grecia del mismo Silva, publicado en 1535. En esta obra, don Falanges parte en busca de su hijo y corre numerosas aventuras.

Don Falanges también figura en varios libros de caballerías italianos de la serie de Esferamundi de Grecia, escritos por Mambrino Roseo. En la Segunda parte de Esferamundi de Grecia (1560) se da noticia de que don Falanges ha ascendido al trono de España. En la Cuarta parte de Esferamundi de Grecia (1563), don Falanges llega a Constantinopla para ayudar a Amadís de Grecia en la guerra contra los paganos y después se dirige a Táurida. En la Quinta parte de Esferamundi de Grecia (1565), don Falanges y su esposa Alastraxerea se unen a la flota de Amadís de Grecia en la batalla por la defensa de Táurida, y después de la guerra regresan ambos a Constantinopla. En la Sexta parte de Esferamundi de Grecia (1564), don Falanges muere combatiendo heroicamente contra los paganos en la sangrienta batalla de Alepo.